# Kwantowa teoria pola w zakrzywionej czasoprzestrzeni
Kwantowa teoria pola w zakrzywionej czasoprzestrzeni (ang. Quantum Field theory in curved spacetime) – uogólnienie kwantowej teorii pola, które umożliwia opis kwantowych pól materii propagujących się na ustalonej rozmaitości pseudoriemanowskiej, odgrywającej rolę czasoprzestrzeni. 
Teoria ta uwzględnia wpływ klasycznego pola grawitacyjnego, przejawiającego się jako zakrzywienie czasoprzestrzeni, na skwantowane pola związane z pozostałymi oddziaływaniami. Jej najważniejszym przewidywaniem jest produkcja par cząstka-antycząstka w silnym, zależnym od czasu polu grawitacyjnym. Pomimo braku eksperymentalnego potwierdzenia, oczekuje się, że teoria ta dobrze opisuje procesy, w których można pominąć wpływ wyprodukowanych cząstek na pole grawitacyjne, oraz których charakterystyczna skala energii jest znacznie mniejsza od energii Plancka.
W standardowej konstrukcji kwantowej teorii pola w płaskiej czasoprzestrzeni wykorzystuje się fakt, że czasoprzestrzeń, na której zdefiniowane są pola, posiada grupę symetrii – grupę Poincarégo. W przypadku zakrzywionej czasoprzestrzeni na ogół nie występuje żadna grupa symetrii. Prowadzi to do szeregu koncepcyjnych problemów, z których najważniejszym jest:
- brak wyróżnionego stanu próżni
- brak jednoznacznej interpretacji cząstkowej stanów pól.

Wyjątek stanowią globalnie hiperboliczne, stacjonarne czasoprzestrzenie, w przypadku których istnieje dokładnie jeden stan o minimalnej energii, zachowywany przez grupę ewolucji w czasie. W ogólności stan, który minimalizuje wartość energii w danej chwili czasu nie jest zachowywany przez grupę ewolucji, co interpretuje się jako grawitacyjną produkcję cząstek.
Najbardziej spektakularnymi osiągnięciami kwantowej teoria pola w zakrzywionej czasoprzestrzeni jest opis teoretyczny procesu parowania czarnych dziur oraz przewidywanie produkcji cząstek, następującej na skutek rozszerzania się wszechświata. 
Ze względu na pomijanie wpływu pól kwantowych na czasoprzestrzeń, teoria ta ma ograniczony zakres stosowalności. Jej przewidywania, nawet przy braku potwierdzenia eksperymentalnego, mogą jednak pomóc w sformułowaniu bardziej fundamentalnej teorii, opisującej w sposób spójny wszystkie znane nam oddziaływania (w tym grawitacyjne).

## Przybliżenia kwantowej teorii grawitacji
Kwantowa teoria grawitacji na zakrzywionej czasoprzestrzeni może być uważana za pierwsze przybliżenie w kierunku kwantowej teorii grawitacji. Drugim krokiem w tym kierunku jest półklasyczna teoria grawitacji, która uwzględnia wpływ cząstek materii na czasoprzestrzeń (przy czym czasoprzestrzeń nadal jest traktowana klasycznie). Jednakże grawitacja jest teorią nienormalizowaną, tzn. nie można otrzymać teorii kwantowej grawitacji za pomocą metod takich samych, jakie pozwalały otrzymać kwantową teorię pola z klasycznej teorii pól materii. Dlatego kwantowa teoria pola na zakrzywionej czasoprzestrzeni nie jest kwantową grawitacją. 